# Lothar Irle
Lothar Irle (* 16. Mai 1905 in Niedersetzen; † 15. Mai 1974 in Siegen) war ein deutscher Heimatforscher und -schriftsteller.

## Leben
Lothar Irle war Sohn von Albert und Anna Emilie Irle, geb. Schneider. 1925 schloss er das Lehrerseminar in Hilchenbach ab und studierte von 1925 bis 1927 an der Universität Marburg und von 1927 bis 1931 an der Universität Frankfurt am Main nordische und deutsche Philologie, Geschichte und Volkskunde.
Spätestens während des Besuchs des Lehrerseminars wurde er politisch aktiv und organisierte sich am rechten Rand des politischen Spektrums. Bereits 1923 schloss er sich der Brigade Ehrhardt an, bevor er im Jahr darauf dem Völkisch-Sozialen Block (VSFB), einer Ersatzorganisation der zu diesem Zeitpunkt verbotenen NSDAP, beitrat. Der NSDAP trat er schließlich zum 1. Dezember 1931 bei (Mitgliedsnummer 816.838). Irle verstärkte seine Aktivitäten für den Nationalsozialismus nach 1933 erheblich. In der NSDAP hatte er freilich bereits zuvor die Funktion eines Ortsgruppenleiters gehabt. Er war Mitglied der SA und wurde 1937 zum Oberscharführer befördert.
Irle war unter anderem Gauschulungsredner der NSDAP und Mitglied der Reichslesebuchkommissionen Hessen und Industriegebiet (= Ruhrgebiet). Nach seiner Promotion im Jahre 1934 verließ er den Schuldienst und war als Dozent für Volkskunde an der Hochschule für Lehrerbildung Dortmund tätig. „Diesen steilen Aufstieg verdankte er dem Umstand, dass er sich als ‚Vorkämpfer für den Nationalsozialismus‘ (Siegener Zeitung) hervorgetan hatte“. Ab 1938 war er im Gau Westfalen-Süd Gauführer des Nationalsozialistischen Deutschen Dozentenbunds. Irle war bekennender Antisemit.
Aufgrund seiner erheblichen NS-Belastung wurde er im Zuge der Entnazifizierung aus dem Schuldienst entlassen und nicht wieder eingestellt. Seither war er als Versicherungsvertreter tätig. Irle schrieb rund 40 Veröffentlichungen über das Siegerland. Seine Schriften repräsentieren die Kontinuität ethnisch-biologistischer und völkischer Auffassungen in der Heimatliteratur und Volkskunde über 1945 hinaus. In diesem Milieu stand er keineswegs allein. Die postnationalsozialistische regionale Heimatgeschichte und -kultur blieb geprägt von vormaligen Nationalsozialisten. Irle war langjähriger Bezirks- und seit 1969 Ehrenvorsitzender des Sauerländischen Gebirgsvereins, Bezirk Siegerland sowie Mitglied im Vorstand des Siegerländer Heimat- und Geschichtsvereins. Das von diesem herausgegebene, von Irle verfasste Siegerländer Persönlichkeiten- und Geschlechter-Lexikon steht beispielhaft für die von Irle vertretene erinnerungkulturelle Sicht. Es nennt Angehörige der vom NS-Regime exkludierten und verfolgten Gruppen, also etwa Angehörige der jüdischen Minderheit, Sinti-Nachfahren, Kommunisten oder Sozialdemokraten von vereinzelten Ausnahmen abgesehen nicht, wohl aber in großer Zahl und ausnahmslos positiv konnotiert Protagonisten des NS-Systems mit und ohne Siegerländer Herkunft („Hermann Giesler, …, Professor, Architekt, u. a. Erbauer der Schulungsburg Vogelsang“). Der Herausgeber der Schrift sieht in ihr einen „Extrakt, aus dem blutsmäßige, verwandtschaftliche Gegebenheiten und Zusammenhänge ergründet … werden können.“
Irles NS-Vita und die völkische Kontinuität in seinen fachlichen Beiträgen wurden zu seinen Lebzeiten und weit darüber hinaus in der regionalen Öffentlichkeit nie dargestellt und diskutiert.

## Schriften

### Bis 1945
- Die Bedeutung der Heimat- und Ahnenkunde für die völkische Arbeit; in: Das Volk, 29. April 1925
- Die Vornamengebung im Siegerland; Siegen: Vorländer 1932
- Bilder aus der ersten Nazi-Zeit in Hilchenbach; in: Siegerländer National-Zeitung, 7. Juni 1933 ff.
- Volkskundliche Fragen der Gegenwart; Dortmund/Breslau o. J.
- Familienkunde für das Siegerländer Jungvolk; Bochum 1934 (1946 in der SBZ als ns-belastet auf die Liste der auszusondernden Literatur gesetzt.[6])
- Familienkunde [für verschiedene westfälische Gegenden]; Bochum 1936 (Beiträge unterschiedlicher Verfasser; 1946 in der SBZ als ns-belastet auf die Liste der auszusondernden Literatur gesetzt.[6])
- Familienkunde für die Jugend der Kreise Iserlohn Stadt und Land; Bochum: Kamp [um 1936]; mit Hermann Esser (1946 in der SBZ als ns-belastet auf die Liste der auszusondernden Literatur gesetzt.[6])
- Volkskundliche Fragen der Gegenwart; Dortmund: Crüwell; München: Dt. Volksverlag 1938 (1946 in der SBZ als ns-belastet auf die Liste der auszusondernden Literatur gesetzt.[6])

### Ab 1945
- Siegerländer Geschlechterbuch. Bearb. von Gerhard Moisel. Limburg/Lahn: Starke o. J.
- Unser Siegerland. Eine Heimatkunde. Siegen: W. Schneider 1952; Siegen: Siegerländer Heimatverein [1958], Kaan-Marienborn 1968
- Ein Siegerländer Dorfbuch. Kaan-Marienborn: Gemeinde 1957
- Heiteres im Siegerland. Siegen: Vorländer 1960ff.
- Wanderführer Jugendherberge Siegen. Hagen: Jugendherbergswerk Westfalen-Lippe 1961
- Rimmcher on Schnürjelcher, zesahmegeschdallt. Siegen: Vorländer 1963
- Ferndorf. Ein Siegerländer Dorfbuch. Ferndorf 1963
- Das Siegerland. Ein Bildband aus den Landschaften der oberen Sieg. Iserlohn: Sauerland 1964 [Einleitung von Irle]
- Hirschapotheke zu Siegen. 1691–1966. Dokumentation zum 275jährigen Bestehen. Siegen: Hirsch-Apotheke 1966
- Tod und Begräbnis im Siegerland. Siegen: Siegerländer Heimatverein 1966
- Das Siegerland und Westfalen. Hgg. vom Landkreis Siegen. Hilchenbach: Weyandt 1967
- Das Siegerland in der volkskundlichen Literatur. Bibliographie. Marburg/Lahn: Volkskunde-Forum 1968
- Heilige in Verehrung und Volkstum des Siegerlandes. Siegen: Siegerländer Heimatverein 1969
- Rundwanderungen Siegerland. Begangen und beschrieben. Stuttgart: Fink 1971
- Aegidius Obenstruth. Der reichste Siegerländer um 1600. Siegen: Siegerländer Heimatverein 1974
- Siegerland. Ausgewählt, begangen und beschrieben. Stuttgart: Fink 1974
- Siegerländer Persönlichkeiten- und Geschlechter-Lexikon. Hg. aus Anlaß der 750-Jahr-Feier der Stadt Siegen 1974. Siegen: Siegerländer Heimatverein 1974
- Wechselseitige Beziehungen zwischen dem Siegerland und den Gebieten östlich der Elbe. Eine familienkundliche Studie. Siegen: J.-G.-Herder-Bibliothek Siegerland 1977
- Siegerländer Ortsverzeichnis. Siegen: Siegerländer Heimat- und Geschichtsverein e. V. 1998